# Morti nel 1490
| Questa pagina contiene informazioni ricavate automaticamente dalle voci biografiche con l'ausilio del template Bio e di un bot. L'aggiornamento è periodico e automatico e ricostruisce completamente la pagina. Se manca una persona in questa lista, sei pregato di non aggiungerla, ma accertati piuttosto che la sua voce biografica contenga il template Bio e che i dati anagrafici siano correttamente compilati. Se il template Bio manca, inseriscilo tu stesso o, in alternativa, metti l'avviso {{tmp\|Bio}} che ne segnala la mancanza. Se i dati riportati sono sbagliati, correggi direttamente la voce biografica; le modifiche saranno visibili in questa lista entro pochi giorni. Per chiarimenti vedi il progetto biografie. La lista contiene solo le 37 persone che sono citate nell'enciclopedia e per le quali è stato implementato correttamente il template Bio. Pagina aggiornata al 10 ago 2025. |

- 5 gennaio - Giovanni Lanfredini, banchiere e politico italiano (n. 1437)
- 27 gennaio - Ashikaga Yoshimasa, militare giapponese (n. 1435)
- 13 marzo - Carlo I di Savoia, nobile (n. 1468)
- 31 marzo - Francesco Sassetti, banchiere italiano (n. 1421)
- 6 aprile - Mattia Corvino, sovrano ungherese (n. 1443)
- 8 maggio - Luigi Rabatà, presbitero italiano (n. 1443)
- 12 maggio - Giovanna d'Aviz, principessa portoghese (n. 1452)
- 17 maggio - Jacopo Guicciardini, politico italiano (n. 1422)
- 22 maggio - Edmund Grey, I conte di Kent, nobile e politico inglese (n. 1416)
- 25 luglio - Pietro da Mogliano, religioso italiano (n. 1435)
- 5 agosto - Gabriele Paveri Fontana, umanista e letterato italiano (n. 1420)
- 8 agosto - Maddalena Gonzaga, nobile italiana (n. 1472)
- 10 agosto - Pietro di Foix, arcivescovo cattolico, cardinale e religioso francese (n. 1449)
- 23 agosto - Caterina de' Pazzi, religiosa e beata italiana (n. 1463)
- 23 settembre - Baldo Bartolini, giurista italiano (n. 1409)
- 7 ottobre - Pietro Lalle Camponeschi, nobile e condottiero italiano
- 17 ottobre - Giuliano da Maiano, scultore, architetto e ingegnere militare italiano
- 26 ottobre - Michele Alberto Carrara, medico e scrittore italiano (n. 1438)
- 29 dicembre - Giovanna del Monferrato, nobildonna italiana (n. 1467)
- Aonghas Óg, nobile scozzese
- Balázs Magyar, militare ungherese
- Bernardo da Treviso, alchimista italiano (n. 1406)
- Laonico Calcondila, storico bizantino
- Antonio Casotti, architetto italiano (n. 1414)
- Alessandro Cortese, umanista italiano (n. 1460)
- Francesco Dal Pozzo, umanista italiano
- Angelo Fasolo, vescovo cattolico italiano (n. 1426)
- Martino Filetico, umanista, grecista e letterato italiano (n. 1430)
- Antonio Lascaris di Castellar, politico italiano (n. 1436)
- Gómez Manrique, poeta e drammaturgo spagnolo (n. 1412)
- Galeotto Marzio, umanista italiano (n. 1427)
- Pascasio di Gallignana, vescovo cattolico italiano
- George Ripley, alchimista inglese (n. 1415)
- Guido de' Rossi, condottiero italiano
- Geertgen tot Sint Jans, pittore olandese (n. 1460)
- Luca Spicola, religioso italiano
- Isabel de Villena, badessa e scrittrice spagnola (n. 1430)